# 帕哈太克里乡
帕哈太克里乡，是中华人民共和国新疆维吾尔自治区喀什地区喀什市下辖的一个乡镇级行政单位。

## 行政区划
帕哈太克里乡下辖以下地区：
托万克喀库拉村、帕哈太克里村、尤喀克帕哈太克里村、索古鲁克村、肖尔巴格村和尤喀尔克喀库拉村。